# 曼努埃尔·伊图拉
曼努埃尔·罗兰多·伊图拉·乌鲁蒂亚（西班牙語：Manuel Rolando Iturra Urrutia，1984年6月23日—），智利足球運動員，現效力於以超球隊海法馬卡比，曾效力於西甲球隊維拉利爾，司職中场。

## 外部連結
- BDFutbol檔案 （页面存档备份，存于） （英文）
- 曼努埃尔·伊图拉在 National-Football-Teams.com 上的出场纪录 （英文）
- 曼努埃尔·伊图拉 – FIFA國際賽競賽紀錄 (存檔) （英文）
- Transfermarkt檔案 （页面存档备份，存于） （英文）
- ESPN Soccernet數據 Archive.today的存檔，存档日期2013-01-02 （英文）